# Jeremy McGrath
Jeremy McGrath, né le 19 novembre 1971 à San Francisco en Californie, est un pilote américain de moto-cross. Détenteur du plus grand palmarès du Supercross US, c'est aussi l'inventeur du Nac-Nac, une figure de moto-cross devenue un classique du genre.
Durant les années 1990, Jeremy « Showtime » McGrath domine le Supercross américain, remportant au total sept titres en catégorie reine en 8 ans et 72 victoires, auxquels s'ajoutent deux titres acquis en 125 cm3. Jeff Emig (Kawasaki) réussira à lui prendre le titre en 1997.

## Carrière
McGrath remporte un record de 72 Main Events en 250cc et sept championnats de supercross en 250cc entre 1993 et 2000, une période désormais connue sous le nom de « l'ère McGrath ». Il remporte également le championnat de motocross extérieur 250 en 1995 et avait le titre en vue pour 1996 avant qu'une blessure en fin de saison ne remette le titre à Jeff Emig. Il décrit cette défaite comme suit : « Je m'en veux un peu parce que j'aurais dû gagner le titre en 1996 aussi, mais je me croyais invincible et j'ai tenté un saut à Millville que je n'aurais jamais dû tenter et je me suis blessé ». McGrath participe également à deux victoires de l'équipe américaine au Motocross des Nations, en 1993 en Autriche et en 1996 en Espagne. Ses saisons 1998, 1999 et 2000 avec l'équipe Chaparral Motorsports ont été les premières de l'histoire du sport à remporter un championnat de Supercross,.

## Palmarès
Championnat US :
- 7 championnats de Supercross US 250 (recordman) : 1993, 1994, 1995, 1996 sur Honda 250 CR, 1998, 1999, 2000 sur Yamaha 250 YZ.
- 2 championnats US côte Ouest de Supercross 125 : 1991, 1992 sur Honda 125 CR
- 1 championnat US 250 de motocross : 1995 sur Honda 250 CR
- 2 championnat du monde FIM de Supercross (en) : 1994, 1995 sur Honda 250 CR[4]
- 102 victoires dont 85 en Supercross (recordman)
  - 250cc AMA Supercross : 72
  - 125cc Western Region SX : 13
  - 250cc AMA National Motocross : 15
  - 125cc AMA National Motocross : 2

Autres :
- Vainqueur du Motocross des nations avec le Team USA en 1993 et 1996 ;
- Médaille d'or en step-up et de bronze en supermoto aux X-GAMES 2004 ;
- Médaille de bronze en step-up et d'argent en supermoto aux X-GAMES 2005 ;
- Médaille d'argent en step-up aux X-GAMES 2006.

Sa saison 1996 est quasi parfaite puisqu'il remporte 14 victoires sur 15 possibles en supercross.

## Distinctions
Jeremy McGrath est intronisé au Motorsports Hall of Fame of America en 2010.

## Jeux vidéo
Trois jeux vidéo portent son nom : Jeremy McGrath Supercross 98, Jeremy McGrath Supercross 2000 et Jeremy McGrath Supercross World.